# 烏勒哈薩蓋拉巴區

35°13′59″N 1°30′16″W / 35.23306°N 1.50444°W
烏勒哈薩蓋拉巴區（阿拉伯语：‎），是阿爾及利亞的行政區，位於該國西北部，由艾因泰穆尚特省負責管轄，首府設於烏勒哈薩蓋拉巴，面積151平方公里，2010年人口22,054，人口密度每平方公里147人。